# Електроенергетика в Японії
Електрична система в Японії — система електричного постачання в Японії.
Електроенергетика в Японії включає в себе генерацію, передачу, розподіл і продаж електричної енергії в країні.

## Споживання
У 2008 році в Японії споживалося в середньому 8507 кВт·год/чол. електроенергії, що становило 115 % порівняно з країнами Європейського союзу (7409 кВт·год/чол.) і 95 % у порівнянні з країнами ОЕСР (8991 кВт·год/чол).

## Різні частоти

Карта електричних мереж Японії

Передача електроенергії в Японії досить незвичайна і ускладнюється тим, що в країні історично склалося так, що вона розділена на дві частини, що працюють на різній промисловій частоті змінного струму — у східній її частині (включаючи Токіо, Кавасакі, Саппоро, Йокогами і Сендай) використовується 50 Гц, тоді як у західній частині (включаючи Окінаву, Осаку, Кіото, Кобе, Нагою і Хіросіму) — 60 Гц. А між ними діють чотири конвертери частоти («Shin Shinano», «Sakuma Dam», «Minami-Fukumitsu» і «Higashi-Shimizu») або використовуються ЛЕП постійного струму. Така ситуація виникла через те, що для енергосистеми Токіо в 1895 році закупили генератори німецької компанії AEG, а для Осаки в 1896 році — американської компанії General Electric. Проводити уніфікацію виявилося занадто дорого.

## Виробництво
| Виробництво електроенергії за джерелами в ТВт | Виробництво електроенергії за джерелами в ТВт | Виробництво електроенергії за джерелами в ТВт | Виробництво електроенергії за джерелами в ТВт | Виробництво електроенергії за джерелами в ТВт | Виробництво електроенергії за джерелами в ТВт | Виробництво електроенергії за джерелами в ТВт | Виробництво електроенергії за джерелами в ТВт |
| Рік                                           | Загальний обсяг                               | Вугілля                                       | Природний газ                                 | Нафта                                         | Ядерний джерело                               | Вода                                          | Інші                                          |
| --------------------------------------------- | --------------------------------------------- | --------------------------------------------- | --------------------------------------------- | --------------------------------------------- | --------------------------------------------- | --------------------------------------------- | --------------------------------------------- |
| 2004                                          | 1,071                                         | 294 (27,45 %)                                 | 244 (22,78 %)                                 | 133 (12,42 %)                                 | 282 (26,33 %)                                 | 94 (8,78 %)                                   | 24 (2,24 %)                                   |
| 2008                                          | 1,075                                         | 288 (26,80 %)                                 | 283 (26,33 %)                                 | 139 (12,93 %)                                 | 258 (24,00 %)                                 | 83 (7,72 %)                                   | 24 (2,23 %)                                   |
| 2009                                          | 1,041                                         | 279 (26,80 %)                                 | 285 (27,38 %)                                 | 92 (8,84 %)                                   | 280 (26,90 %)                                 | 82 (7,88 %)                                   | 23 (2,21 %)                                   |

За даними Міжнародного енергетичного агентства загальне виробництво електроенергії в Японії в 2009 році становило 1,041 млрд кВт·год,  що робило її третім за величиною у світі виробником електроенергії. З виробництвом електроенергії в 1,088 млрд кВт·год у 2013 році країна займала п'яте місце у світі.

## Компанії
Станом на 2014 рік найбільшими регіональними енергетичними компаніями Японії були:
- Tokyo Electric Power (Токіо)
- Kansai Electric Power (Осака)
- Chubu Electric Power (Нагоя)
- Kyushu Electric Power (Фукуока)
- Tohoku Electric Power (Сендай)
- Chugoku Electric Power (Хіросіма)
- Hokkaido Electric Power (Саппоро)